# Associazione Sportiva Pescara 1963-1964
Questa voce raccoglie le informazioni riguardanti l'Associazione Sportiva Pescara nelle competizioni ufficiali della stagione 1963-1964.

## Rosa
| N. |                   | Ruolo | Calciatore       |
| -- | ----------------- | ----- | ---------------- |
|    | Italia (bandiera) | P     | Italo Baccini    |
|    | Italia (bandiera) | A     | Giuseppe Barone  |
|    | Italia (bandiera) | C     | Luciano Borca    |
|    | Italia (bandiera) | A     | Pietro Capuano   |
|    | Italia (bandiera) | C     | Giacomo Conio    |
|    | Italia (bandiera) | P     | Gino Di Censo    |
|    | Italia (bandiera) | C     | Giuseppe Fabris  |
|    | Italia (bandiera) | D     | Nicola Lo Buono  |
|    | Italia (bandiera) | D     | Vincenzo Magni   |
|    | Italia (bandiera) | C     | Antonio Mattioli |

| N. |                   | Ruolo | Calciatore          |
| -- | ----------------- | ----- | ------------------- |
|    | Italia (bandiera) | A     | Enrico Minto        |
|    | Italia (bandiera) | D     | Angelo Misani       |
|    | Italia (bandiera) | C     | Attilio Pieri       |
|    | Italia (bandiera) | D     | Giovanni Pietranico |
|    | Italia (bandiera) | C     | Nicola Raccuglia    |
|    | Italia (bandiera) | C     | Giuseppe Romoli     |
|    | Italia (bandiera) | A     | Vitaliano Temellin  |
|    | Italia (bandiera) | C     | Claudio Tobia       |
|    | Italia (bandiera) | A     | Aristide Zucchinali |